# Mazewo Dworskie „A”
Mazewo Dworskie „A” – wieś w Polsce położona w województwie mazowieckim, w powiecie nowodworskim, w gminie Nasielsk.
Administracyjnie wieś wraz z Mazewem Dworskim „B” wchodzi w skład sołectwa Mazewo Dworskie.
W latach 1975–1998 miejscowość administracyjnie należała do województwa ciechanowskiego.